# Подвздошно-подчревный нерв
Подвздошно-подчревный нерв (лат. nervus iliohypogastricus) — нерв поясничного сплетения.

## Топография
Образуется из двенадцатого грудного (ThXII) и передней ветви первого поясничного нервов (LI). Прободая верхнебоковой участок большой поясничной мышцы, он переходит на переднюю поверхность квадратной мышцы поясницы. Располагается между указанной мышцей и почкой. Далее нерв идёт сверху вниз и сзади наперёд. Не дойдя до подвздошного гребня, прободает толщу поперечной мышцы живота, следует между нею и внутренней косой мышцей живота, а затем между обеими косыми мышцами живота.
В области глубокого пахового кольца нерв прободает внутреннюю косую мышцу, а затем апоневроз наружной косой мышцы живота и, направляясь далее к области поверхностного пахового кольца, разветвляется в коже нижней части живота, выше симфиза.

## Ветви
1. Латеральная кожная ветвь (лат. r. cutaneus lateralis) отходит от основного ствола на середине подвздошного гребня, прободает обе косые мышцы живота и разветвляется в коже верхней латеральной области бедра, где может соединяться с латеральной кожной ветвью двенадцатого грудного нерва.
2. Передняя кожная ветвь (лат. r. cutaneus anterior) является продолжением основного ствола, прободает апоневроз наружной косой мышцы и разветвляется в коже над лобком.
3. Мышечные ветви (лат. rami musculares) следуют к поперечной, внутренней и наружной косой мышцам живота.

## Функция
Подвздошно-подчревный нерв смешанный, состоит из двигательных и чувствительных волокон.
Таким образом, он обеспечивает чувствительность кожи верхней части ягодицы и кожи выше поверхностного отверстия пахового канала и иннервирует поперечную и внутреннюю косую мышцы живота.